# Scattered disc

En jämförelse mellan klassiska kuiperobjekt, banresonanta objekt och SDO.

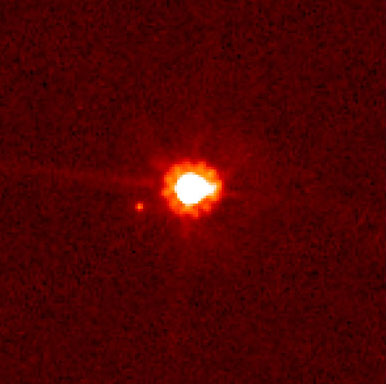
136199 Eris, det mest kända SDO:t.

Scattered disc är en avlägsen del av solsystemet som består av mindre isplaneter kända som scattered disc-objekt (SDO). Dessa objekt är en del av Kuiperbältet och de mer övergripande transneptunska objekten. Omloppsbanan är oftare mer excentrisk, har oftare en brantare banlutning. Dessa objekt utgör inte något tunt bälte runt solsystemet, utan beskriver snarare en torus.
De har sannolikt längre tillbaka blivit påverkade av Neptunus gravitation och slungats ut i mer utsträckta omloppsbanor. Då dessa objekt fortfarande har sin perihelium nära Neptunus omloppsbana riskerar dessa objekt att på längre sikt skickas ut i ännu mer utsträckta banor eller skickas in i solsystemet för att fångas in som satelliter likt Neptunus måne Triton, få en bana bland gasjättarna likt centaur-asteroiderna eller bli kortperiodiska kometer. 65489 Ceto är ett exempel på ett objekt som idag har en status mellan centaur och SDO då den har sin perihelium vid 18 astronomiska enheter innanför Uranus och sin aphelium vid 187 astronomiska enheter, mycket långt ut i Kuiperbältet.
Brett J. Gladman beskriver att Scattered disc som begrepp skapades för att beskriva objekt med hög excentricitet och med en perihelium nära Neptunus. Gladman menar att det typiska för ett scattered disc-objekt är att omloppsbanan förändras när man beräknar omloppsbanans förändring över längre tid, såsom 10 miljoner år, även om det är vanligt att omloppbanan är stabil under kortare tidsperioder, såsom ända upp till 4,5 miljoner år. Under sin studie hittade Gladman flera objekt som tidigare blivit klassificerade som SDO, som han istället kunde visa var banresonanta med Neptunus.